# Corrado Arezzo de Spuches di Donnafugata
Corrado Arezzo de Spuches, barone di Donnafugata (Ragusa Superiore, 7 novembre 1824 – Donnafugata, 27 dicembre 1895) è stato un politico italiano.

## Biografia
Il barone Arezzo de Spuches nacque a Ragusa il 7 novembre 1824 accanto alla chiesa della Badia. Era figlio del barone Francesco Arezzo (1800–1874) e della baronessa Vincenza De Spucches, sorella del duca di Caccamo, marchese di Schirò e principe di Galati. Proveniente da un’antica famiglia aristocratica, ricevette una formazione colta presso i Padri Filippini di Palermo, dove apprese numerose lingue straniere. Intellettuale e mecenate, fu poeta dilettante, pittore, appassionato di musica e teatro.

### Carriera politica e istituzionale
Prese parte alla rivoluzione siciliana del 1848 e fu eletto deputato al Parlamento siciliano (1848–1849). Dopo la restaurazione borbonica si rifugiò a Messina. Durante la spedizione dei Mille, il 18 giugno 1860 ricevette da Giuseppe Garibaldi l’incarico di reggere la provincia di Noto. Il 2 dicembre successivo fu nominato governatore della provincia di Trapani dal luogotenente generale del Re d’Italia per la Sicilia, Massimo Cordero di Montezemolo.
Nel 1861 fu eletto deputato del Regno d’Italia nel collegio di Vizzini. Nel 1865 fu nominato senatore del Regno e nello stesso anno fu designato commissario governativo all’Esposizione universale di Dublino. Dal 1873 al 1881 fu sindaco di Ragusa, promuovendo opere pubbliche, servizi amministrativi e progetti di tutela del patrimonio artistico e architettonico locale.

### Ultimi anni e morte
Morì il 27 dicembre 1895 nel suo Castello di Donnafugata, all’età di 71 anni. Le sue spoglie furono inizialmente sepolte presso il castello e successivamente, nel 1908, traslate nella cappella di famiglia presso la chiesa di San Francesco all’Immacolata di Ragusa.

## Il castello di Donnafugata

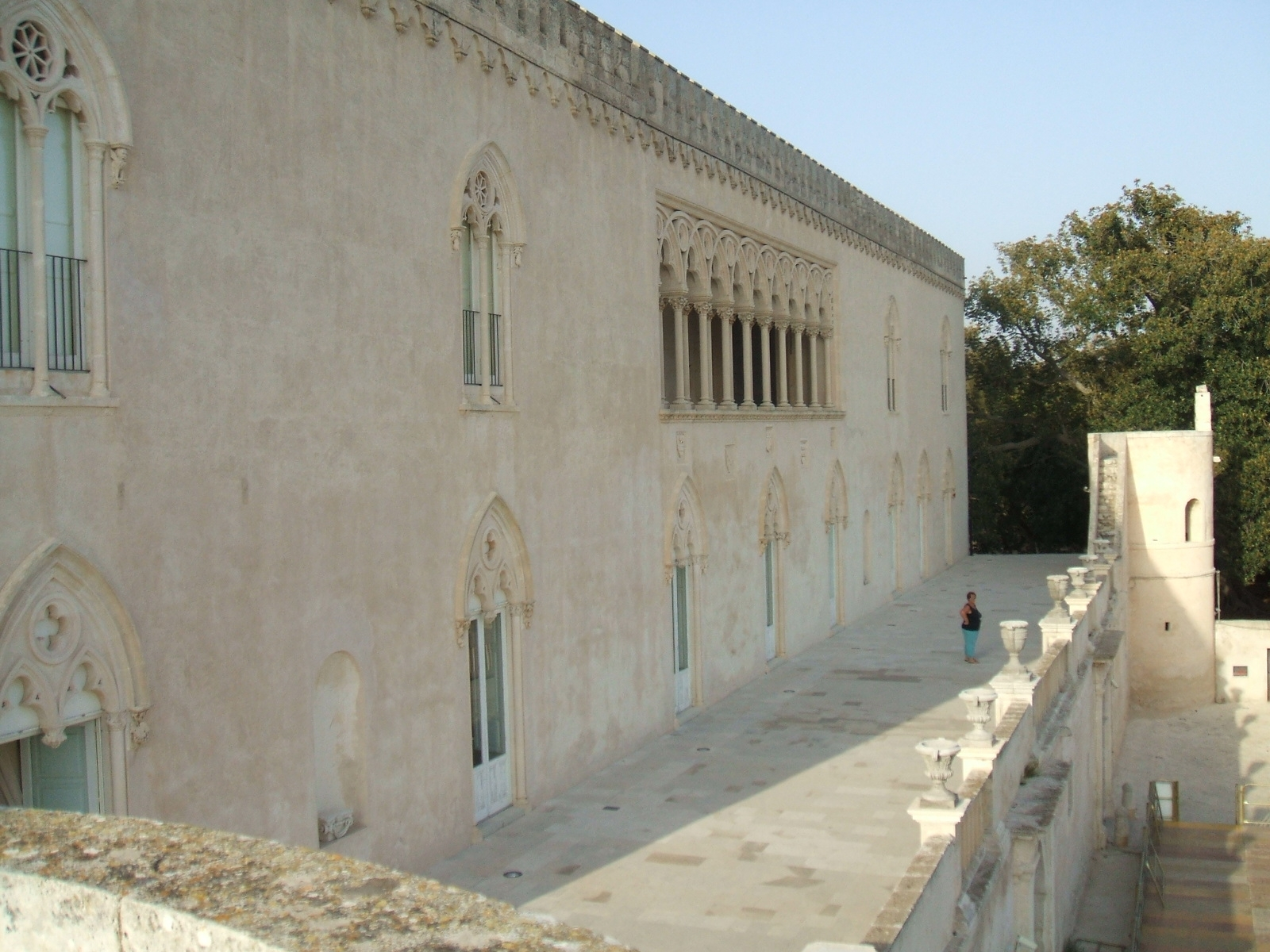
Il Castello di Donnafugata

Il barone Arezzo ristrutturò e ampliò il Castello di Donnafugata, realizzando un imponente edificio in stile neogotico, con richiami all’architettura veneziana. Arricchì la facciata principale con una loggia a archi trilobati, e curò in modo particolare gli interni, che includevano un Salone degli Specchi, una biblioteca di oltre 10.000 volumi e una pinacoteca privata con opere attribuite anche a Luca Giordano.

Pianta del labirinto di Hampton Court

Nel parco di otto ettari fece realizzare un giardino all’inglese, arricchito da grotte artificiali, vialetti alberati, una coffee house neoclassica e un celebre labirinto, ispirato a quello di Hampton Court in Inghilterra.
Uomo d’animo goliardico, Arezzo era noto per gli “scherzi” che organizzava all’interno del castello ai danni di ospiti e giovani dame: trappole meccaniche, passaggi segreti e stanze con giochi di specchi.

## Successione
Corrado Arezzo de Spuches si unì in matrimonio con Concetta Arezzo di Trifiletti. Dall’unione nacque una sola figlia, Vincenzina, che a 16 anni sposò il principe Giuseppe Alvaro Paternò-Castello di Sperlinga, duca di Palazzo.

### Eredità familiare
Il matrimonio non fu felice: Vincenzina venne abbandonata dal marito, cadde in una profonda depressione e si trasferì a Parigi, dove morì il 12 gennaio 1888 senza lasciare testamento. Le sopravvissero due figlie, Clementina Paternò Arezzo e Maria. La primogenita, Clementina, ricevette il titolo e il feudo di Donnafugata nel 1899 e il feudo di San Giuseppe nel 1912.
Corrado Arezzo fu inoltre zio di Giuseppe Schininà di Sant’Elia e nonno della marchesa Maria Paternò Arezzo.
Nel 1982, i discendenti cedettero il Castello di Donnafugata al Comune di Ragusa per la somma di un miliardo di lire.